# Chełmno
Chełmno là một thị trấn thuộc huyện Chełmiński, tỉnh Kujawsko-Pomorskie ở trung-bắc Ba Lan. Thị trấn có diện tích 14 km². Đến ngày 1 tháng 1 năm 2011, dân số của thị trấn là 20104 người và mật độ 1483 người/km².